# Prideaux John Selby
Prideaux John Selby (Alnwick, 23 juli 1788 — Bamburgh, 27 maart 1867) was een  Britse natuuronderzoeker, plantkundige, zoöloog (vooral ornitholoog) en natuurhistorisch illustrator.

## Biografie
Hij studeerde aan het University College, een van de colleges van de Universiteit van Oxford. In 1804 erfde hij familie-eigendommen (landgoederen) in Beal (North Yorkshire).
Selby is vooral bekend als schrijver en illustrator van Ilustrations of British Ornithology (illustraties van de Britse ornithologie), de eerste verzameling illustraties van vogels van de Britse eilanden op ware grootte.
Daarna volgde een reeks rijk geïllustreerde boeken over vogels, maar bijvoorbeeld ook over inheemse en geïntroduceerde soorten bomen in Engeland, niet met eigen illustraties maar die van S. Williams. Veelal werkte hij samen met William Jardine en ook dan wordt gebruik gemaakt van de illustraties van anderen, zoals bijvoorbeeld in illustrations of the duck tribe, een werk over eenden met illustraties van Jardine en Selby, maar ook van Edward Lear.
Selby was (meestal samen met William Jardine) de auteur van 11 geslachten en 27 soorten vogels die anno 2023 op de IOC World Bird List als zodanig erkend worden.

Illustraties van Selby:
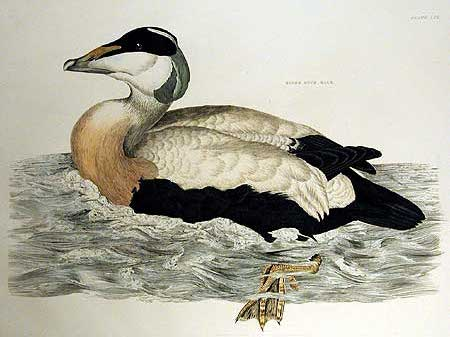
Eidereend (Somateria mollissima)  uit het boek Illustrations of British Ornithology.
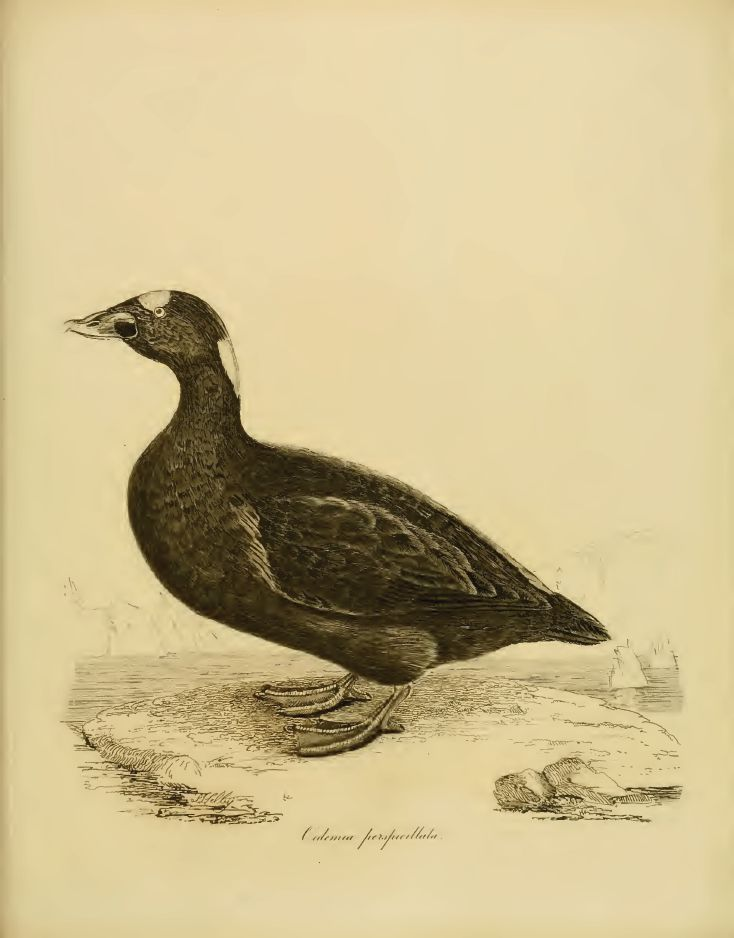
Brilzee-eend (Melanitta perspicillata) uit Jardine's Illustrations of the Duck Tribe'
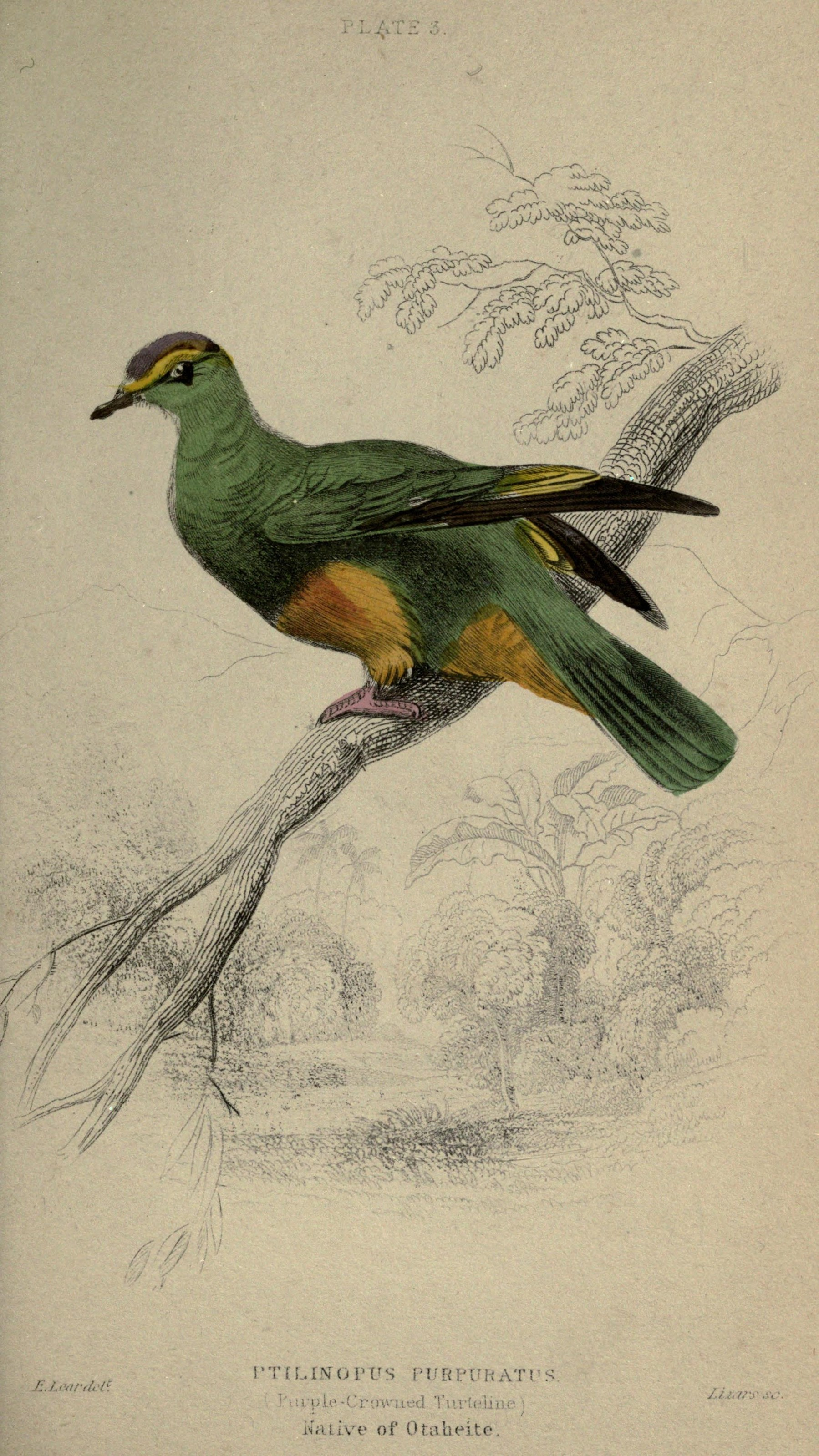
Tahitiaanse jufferduif (Ptilinopus purpuratus) uit het boek Pigeons (1845)

- Author citation (botany): P.Selby
- Stuttgart Database of Scientific Illustrators 1450–1950: 2189
- Gemeinsame Normdatei: 117656291
- International Standard Name Identifier: 0000 0000 6674 9824
- Library of Congress Control Number: n96083732
- Nationale bibliotheek van Australië: 35979429
- Nationale Bibliotheek van Israël: 987007281409605171
- Nederlandse Thesaurus van Auteursnamen: 074866621
- RKD-Nederlands Instituut voor Kunstgeschiedenis: 71864
- SNAC: w6pr8qsn
- Système universitaire de documentation: 157663787
- Trove: 1171713
- Union List of Artist Names: 500086628
- Virtual International Authority File: 10629084
- WorldCat: E39PBJxRBbMpvrjXMbXfpvvvHC